# أبو العليج (إدلب)
أبو العليج قرية سورية تتبع ناحية سنجار في منطقة معرة النعمان في محافظة إدلب. بلغ عدد سكانها 340 نسمة في عام 2004 حسب إحصاء المكتب المركزي للإحصاء.